# Волово (Липецька область)
Волово (рос. Волово) — село у Воловському районі Липецької області Російської Федерації.
Населення становить 4120  осіб. Належить до муніципального утворення Воловська сільрада. Адміністративний центр району.

## Історія
У 1963-1965 роках у складі Тербунського району. Від 11 січня 1965 року — відновленого Воловського району.
Згідно із законом від 2 липня 2004 року №114-оз органом місцевого самоврядування є Воловська сільрада.

## Населення
| 1959  | 1970  | 1979  | 1989  | 2002  | 2006  | 2009  |
| ----- | ----- | ----- | ----- | ----- | ----- | ----- |
| 3084  | ↗3158 | ↗3496 | ↗4307 | ↘4072 | →4072 | ↗4280 |
| 2010  | 2012  |       |       |       |       |       |
| ↘3734 | ↗4120 |       |       |       |       |       |